# Guy R. Chiron
Guy Robert Chiron  (1944) es un botánico francés.
Trabaja como investigador y profesor en el Departamento de Herbáceas de la Universidad Claude Bernard, de Lyon.

## Algunas publicaciones
- Chiron, GR. 2000. Phylogenetic analyses of the Genus Baptistonia (Orchidaceae: Oncidiinae) sensu lato based on morphological characters.

- Braem, GJ; GR Chiron. 2003. Paphiopedilum. Ed. inglés. Tropicalia, Voreppe, Francia. 2003. Ed. francesa. Tropicalia, Voreppe, Francia

- Castro Neto, VP; G.R. Chiron. 2003. Un nouvel Epidendrum du groupe Equitans de Bahia (Brésil). Richardiana, 3:10–12

- Chiron, GR; VP Castro Neto. Deux nouvelles espèces d'Oncidium (Orchidaceae) de Bahia (Brésil). Richardiana, 3:122-130

- Chiron, GR; VP Castro Neto. 2004. Rétablissement du genre Baptistonia Barbosa Rodrigues. Richardiana, 4:109–120

- Chiron, GR; VP Castro Neto. 2005a. Révision du genre Baptistonia - 1. Richardiana 5:113–128

- Chiron, GR; VP Castro Neto. 2005b. Révision du genre Baptistonia - 2. Richardiana 5:169–193

- Chiron, GR; VP Castro Neto. 2006a. Révision du genre Baptistonia - 4. Richardiana 6:1–30

- Chiron, GR; VP Castro Neto. 2006b. Revision of the genus Baptistonia (Orchidaceae) 3. Selbyana 27:34–43

### Libros
- Guy R. Chiron. 2010. Les Baptistonia: histoire naturelle et phylogénie. Editor Tropicalia, 155 p. ISBN 2951390076

- Guy R. Chiron. 2008. Un exemple d'endémisme dans la forêt atlantique brésilienne: Baptistonia Barbosa Rodrigues (Orchidaceae, Oncidiinae)-taxinomie, phylogénie et biologie de la conservation. 267 p.

- Guy R. Chiron, Claudie Roguenant. 2000. Laelia et genres alliés: Brassavola, Cattleya, Pseudolaelia, Rhyncholaelia, Schomburgkia. Editor Tropicalia, 170 p. ISBN 2951390017

- La abreviatura «Chiron» se emplea para indicar a Guy R. Chiron como autoridad en la descripción y clasificación científica de los vegetales.[1]